# Pjaoserski
Pjaoserski (russisch Пяозе́рский; karelisch Pääjärvi) ist eine Siedlung städtischen Typs in der Republik Karelien in Russland mit 2098 Einwohnern (Stand 14. Oktober 2010).

## Geographie
Der Ort liegt etwa 470 km Luftlinie nordnordwestlich der Republikhauptstadt Petrosawodsk am See Tuchka. Dessen Abfluss Tuchkapaduk mündet wenig nördlich in die Pontscha, und diese etwa 7 km nordöstlich in den namensgebenden See Pjaosero im Flusssystem der Kowda.
Pjaoserski gehört zum Rajon Louchski und befindet sich knapp 100 Kilometer westlich von dessen Verwaltungszentrum Louchi. Die Siedlung ist Sitz und einzige Ortschaft der Stadtgemeinde Pjaoserskoje gorodskoje posselenije.
In Pjaoserski befindet sich das Besucherzentrum des 1992 gegründeten, gut 50 km nordwestlich gelegenen Paanajarwi-Nationalparks.

## Geschichte
Der Ort wurde als Siedlung bei einem großen Forstwirtschaftsbetrieb am 18. September 1973 gegründet und erhielt 1976 den Status einer Siedlung städtischen Typs. Große Teile der ursprünglichen Siedlung wurden – eine Besonderheit für die damalige Sowjetunion – von finnischen Firmen errichtet. 

### Bevölkerungsentwicklung
| Jahr | Einwohner |
| ---- | --------- |
| 1979 | 2660      |
| 1989 | 2632      |
| 2002 | 2603      |
| 2010 | 2098      |

Anmerkung: Volkszählungsdaten

## Verkehr
Am östlichen Rand von Pjaoserski befindet sich die Bahnstation Pjaosero, Endpunkt einer 101 Kilometer langen Nebenstrecke, die in Louchi von der Murmanbahn Sankt Petersburg – Murmansk abzweigt. Die Strecke endete seit 1938 in Kestenga und wurde 1961 um knapp 40 km bis Pjaosero verlängert. Nachdem der Personenverkehr bereits in den 1980er-Jahren eingestellt worden war, ist sie seit der Schließung des Forstbetriebes in Pjaoserski 2017 faktisch außer Betrieb, aber noch nicht stillgelegt (Stand 2019).
Durch die Siedlung verläuft die Regionalstraße 86K-127, die ebenfalls bei Louchi von der föderalen Fernstraße R21 Kola Sankt Petersburg – Murmansk abzweigt und weiter zum gut 40 km westlich von Pjaoserski gelegenen Suoperja führt, einem Grenzübergang nach Finnland; dort weiter als Regionalstraße (Seututie) 866 in Richtung Kuusamo. Etwa 10 km östlich von Pjaoserski zweigt bei Tungosero von der 86K-127 die 86K-16 nach Kalewala ab.